# 屈西和热尼
屈西和热尼（法語：Cuissy-et-Geny，法語發音：[kɥisi e ʒəni]）是法国上法蘭西大區埃纳省的一个市镇，属于拉昂区。

## 地理
屈西和热尼（49°24'34"N, 3°42'6"E）面积4.97 平方千米，位于法国上法蘭西大區埃纳省，该省份为法国北部内陆省份，北起北部省，西接索姆省和瓦兹省，东临阿登省和马恩省，西南至塞纳-马恩省，东北部与比利时接壤。
与屈西和热尼接壤的市镇（或旧市镇、城区）包括：博里约、布尔和科曼、瑞米尼、迈济、厄伊、派西、帕尔尼昂、瓦索涅。

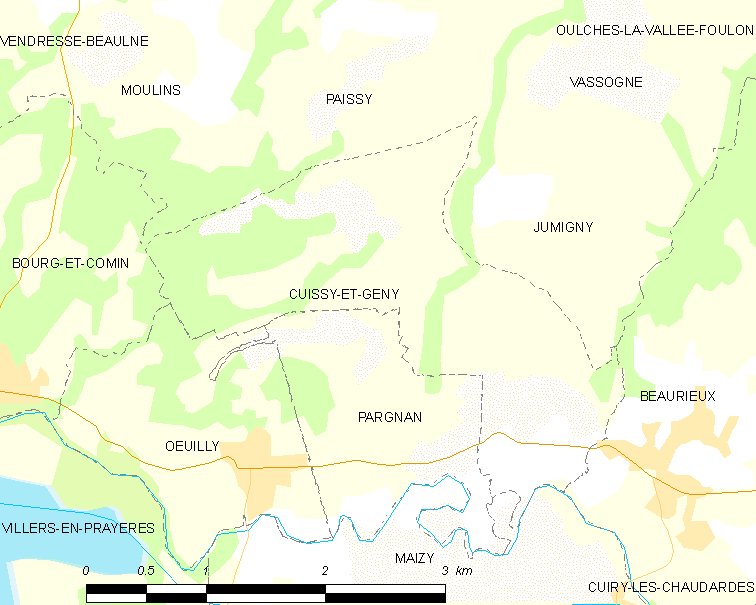
屈西和热尼的OSM定位图

屈西和热尼的时区为UTC+01:00、UTC+02:00（夏令时）。

## 行政
屈西和热尼的邮政编码为02160，INSEE市镇编码为02252。

## 政治
屈西和热尼所属的省级选区为埃纳河畔新城县。

## 人口

1962-2008年间屈西和热尼人口变化图示

屈西和热尼于2022年1月1日时的人口数量为71人。